# StarCraft Soundtrack
StarCraft Soundtrack lub StarCraft Original Game Soundtrack – oficjalna ścieżka dźwiękowa do gry StarCraft i dodatku StarCraft: Brood War, skomponowana przez Glena Stafforda, Dereka Duke'a, Neala Acree i Jasona Hayesa. Album został wydany 10 sierpnia 2007 roku przez Blizzard Entertainment na płycie CD i do cyfrowego ściągnięcia na stronie iTunes (w formacie m4a). Płyta ze ścieżką dźwiękową była sprzedawana w Sklepie Blizzarda podczas BlizzConu 2007. Soundtrack StarCrafta jest również dostępny do odsłuchania za darmo na stronie klasycznego Battle.neta. 
Podczas BlizzConu 2013 zapowiedziano dodanie klasycznej ścieżki dźwiękowej ze StarCrafta do StarCrafta II. W wyniku tego 21 stycznia 2014 roku druga część serii została wzbogacona o co najmniej dziewięć utworów z poprzedniczki.

## Formaty i listy utworów
CD, digital download:
| Nr  | Tytuł utworu                           | Długość |
| --- | -------------------------------------- | ------- |
| 1.  | „StarCraft Main Title”                 | 2:26    |
| 2.  | „First Contact”                        | 1:56    |
| 3.  | „Terran One”                           | 4:56    |
| 4.  | „Terran Ready Room”                    | 0:45    |
| 5.  | „Terran Two”                           | 3:56    |
| 6.  | „Terran Defeat”                        | 0:50    |
| 7.  | „Terran Three”                         | 4:24    |
| 8.  | „The Death of the Overmind”            | 1:49    |
| 9.  | „Protoss One”                          | 4:44    |
| 10. | „Protoss Ready Room”                   | 1:26    |
| 11. | „Protoss Two”                          | 4:51    |
| 12. | „Protoss Defeat”                       | 1:00    |
| 13. | „Protoss Three”                        | 5:03    |
| 14. | „Zerg Ready Room”                      | 0:31    |
| 15. | „Zerg One”                             | 4:40    |
| 16. | „Zerg Defeat”                          | 0:24    |
| 17. | „Zerg Two”                             | 5:07    |
| 18. | „Zerg Victory”                         | 0:34    |
| 19. | „Zerg Three”                           | 5:06    |
| 20. | „Brood War: Aria”                      | 2:06    |
| 21. | „Funeral for a Hero”                   | 0:32    |
| 22. | „Terran Victory”                       | 0:52    |
| 23. | „Dearest Helena”                       | 0:54    |
| 24. | „The Ascension”                        | 0:52    |
| 25. | „Char Falls Under Directorate Control” | 0:43    |
| 26. | „Fury of the Xel'Naga”                 | 3:07    |
|     |                                        | 1:03:34 |

## Twórcy i personel pracujący nad ścieżką dźwiękową
- Skomponowana przez Glena Stafforda, Dereka Duke'a, Neala Acree oraz Jasona Hayesa i wyprodukowana przez Russella Browera z Blizzard Entertainment.
- Za otwarcie utworu "First Contact" (kompozycja) odpowiada Matt Samia, zaś za jego wykonanie house band Big Tuna.
- Ścieżka została nagrana i wyprodukowana przez Blizzard Entertainment.

Źródło: